# Iskar
Der Iskar (bulgarisch Искър, auch Isker oder Iskur transkribiert; in der Antike altgriechisch Οἶσκος Oiskos, auch Ὄσκιος Oskios oder Σκίος Skios, lateinisch Oescus) ist der zweitlängste in Bulgarien entspringende Fluss und ein rechtsseitiger Zufluss der Donau. Er fließt durch Westbulgarien und durchquert in seinem letzten Abschnitt die historische Landschaft Mösien. Er hat eine Länge von 368 km und entwässert ein Gebiet von 8650 km².
Die Quelle des Iskars ist der Tschamowskosee (Чамовско езеро) am Nordhang des Rila-Gebirges – in 2500 m Höhe. Dieser Ursprungsfluss wird als Rechter Iskar (Прав Искър Praw Iskar) bezeichnet – er fließt in den Schwarzen Iskar (Черни Искър Tscherni Iskar). Durch den Zusammenfluss der Flüsse Schwarzer Iskar, Linker Iskar (Леви Искър Lewi Iskar) und Weißer Iskar (Бели Искър Beli Iskar) – alle noch im Rila-Gebirge – entsteht der eigentliche Fluss. Der Iskar wird durch den Iskar-Stausee gestaut, der 30 km südöstlich von Sofia liegt.
Danach fließt er durch die Sofiaebene und durchquert das Balkangebirge in einer engen Schlucht von Süden nach Norden. Er ist der einzige Fluss, der das Balkangebirge vollständig durchquert. Zwischen der Stadt Swoge und dem Dorf Eliseijna wurde in den Jahren 2000 bis 2010 eine Staustufen-Kaskade zur Regulierung des Wasserflusses und zur Energie-Gewinnung angelegt.
Der Iskar mündet in der Nähe der Orte Baikal (Байкал) und Gigen (Гиген) (Oblast Plewen) und nahe dem ehemaligen Römerkastell Colonia Ulpia Oescus bei Stromkilometer 637 von rechts in die Donau.
Bereits die Thraker nannten ihn Oescus. An seinen Ufern siedelte der Stamm der Serdier.

## Nebenflüsse des Iskar (Auswahl)
- Kleiner Iskar (Малък Искър Malak Iskar)
- Alter Iskar (Стари Искър Stari Iskar)
- Goldene Panega (Златна Панега Slatna Panega)
- Batulijska (Батулийска река)
- Palakaria (Палакария)
- Sliwnischka (Сливнишка река)
- Lesnowska (Лесновска река)
- Kakatsch (Какач)
- Blato (Блато)
- Ratschene (Ръчене)
- Gaberska (Габерска река)